# Johan Backlund
Johan Backlund (* 24. Juli 1981 in Skellefteå) ist ein schwedischer Eishockeytorwart, der zuletzt beim HC Slovan Bratislava in der Kontinentalen Hockey-Liga unter Vertrag stand.

## Karriere
Johan Backlund startete seine Profikarriere bei seinem Heimatklub Skellefteå AIK. Zur Saison 2003/04 wechselte er dann zu Leksands IF und konnte sich nun als einer der besten Torhüter der Liga etablieren. Nach drei weiteren Spielzeiten wechselte er dann in der Saison 2006/07 zu Timrå IK, mit denen er eine hervorragende Saison spielte. In der Saison war er einer der besten Goalies, was sein Gegentorschnitt von 2,24 sowie seine Fangquote von 91,15 % bewiesen. In den Play-offs scheiterte er dann mit seinem Club am späteren Meister MODO Hockey in sieben Spielen mit 3:4 Siegen. Seine guten Leistungen machten zahlreiche NHL-Clubs auf ihn aufmerksam. 
Im Frühjahr 2009 nahmen ihn schließlich die Philadelphia Flyers unter Vertrag und spielte in den folgenden drei Jahren für deren Farmteam, die Adirondack Phantoms, in der American Hockey League. Im Januar 2012 wurde an Kärpät Oulu ausgeliehen, die ihm nach Saisonende eine Vertragsverlängerung bis 2013 gaben. Anschließend wechselte Backlund in die Kontinentale Hockey-Liga zum  HK Witjas. Bei diesem war er hinter Iwan Lissutin zweiter Torhüter und brachte es auf 16 KHL-Partien bei durchschnittlichen statistischen Werten.
Seit Mai 2014 steht Backlund beim HC Slovan Bratislava unter Vertrag und teilt sich dort den Torhüterposten mit Jaroslav Janus.

### International
Backlund nahm  als Stammtorhüter der Schwedischen Nationalmannschaft an der Weltmeisterschaft 2007 in Russland teil.

## Erfolge und Auszeichnungen
- 2005 Bester Gegentorschnitt der Allsvenskan
- 2005 Aufstieg in die Elitserien mit Leksands IF
- 2007 All-Star-Team der Elitserien